# Compositie IV (stilleven)
Compositie IV (stilleven) was een schilderij van De Stijl-voorman Theo van Doesburg, dat in 1945 verloren ging tijdens het bombardement op het Haagse Bezuidenhout.

## Het werk
Het werk droeg rechtsonder Van Doesburgs monogram en het jaartal 1916. Op 2 juli 1916 schreef hij aan zijn vriend Antony Kok: 'Vanmiddag een geweldig mooi stilleven op gesteld. Ben er drie uur mede bezig geweest en was doodmoe toen het klaar was. Morgen ga ik het schilderen [...] Wat zijn titels bespottelijk! Dit stilleven is maar een aanleiding b.v. doch wat ik schilder is mijn gevoelstoestand. États d'âme dus', en op 17 juli 1916 'Morgen hoop ik mijn Stilleven IV af te krijgen'.
Omstreeks 1921, toen Van Doesburg voor langere tijd naar Duitsland vertrok, gaf hij het schilderij in beheer aan zijn vrouw Lena Milius, die kort daarvoor naar Klimopstraat 18 in Den Haag was verhuisd. Tijdens het bombardement op het Bezuidenhout in 1945 brandde haar huis echter gedeeltelijk uit, waardoor het verloren ging.
Het werk sloot nauw aan bij de drie stillevenscomposities die Van Doesburg voorafgaand aan dit schilderij maakte. Bovendien is van dit werk de pentekening bewaard gebleven van het stilleven waar Compositie IV op gebaseerd is. Deze bevindt zich tegenwoordig in het Centraal Museum in Utrecht (inventarisnummer AB4651). Naar aanleiding van deze pentekening maakte hij eerst twee aquarellen, waarin hij de werkelijkheid steeds verder geometrisch vervormde, om zo tot de uiteindelijke compositie te komen. Deze aquarellen zijn mogelijk verloren gegaan in hetzelfde bombardement.